# Italian Softball League 2012
L'Italian Softball League edizione 2012 si è conclusa il 9 settembre 2012, con gara 5 di finale delle Italian Softball Series tra le campionesse d'Italia in carica del Caserta ed il Bollate.
La partita, disputata allo stadio IX Agosto di Caserta, si è conclusa con il risultato di 7-2 per le casertane che hanno così conquistato il loro quarto titolo nazionale.

## Regular season

### Squadre
- A.S.D. TITANO HORNETS
- A.S.D. UNIONE FERMANA SOFTBALL
- AMGA B.S.C. LEGNANO A.S.D.
- BLUE GIRLS BOLOGNA
- DES CASERTA SOFTBALL
- FIORINI S.C. FORLI'
- MUSEO D'ARTE NUORO
- RHIBO SOFTBALL LA LOGGIA
- SANOTINT BOLLATE SOFTBALL

### Classifica
|    | Classifica regular season 2011 | PG | PV | PP | PCT  | PD   |
| -- | ------------------------------ | -- | -- | -- | ---- | ---- |
| 1. | DES CASERTA SOFTBALL           | 32 | 28 | 4  | .875 | 0.0  |
| 2. | RHIBO SOFTBALL LA LOGGIA       | 32 | 20 | 12 | .625 | 8.0  |
| 3. | SANOTINT BOLLATE SOFTBALL      | 32 | 19 | 13 | .594 | 9.0  |
| 4. | BLUE GIRLS BOLOGNA             | 32 | 19 | 13 | .594 | 9.0  |
| 5. | FIORINI S.C. FORLI'            | 31 | 14 | 17 | .452 | 14.0 |
| 6. | AMGA B.S.C. LEGNANO A.S.D.     | 32 | 14 | 18 | .438 | 15.0 |
| 7. | MUSEO D'ARTE NUORO             | 32 | 12 | 20 | .375 | 17.0 |
| 8. | A.S.D. TITANO HORNETS          | 32 | 10 | 22 | .312 | 19.0 |
| 9. | A.S.D. UNIONE FERMANA SOFTBALL | 32 | 7  | 24 | .226 | 21.0 |

|  | Qualificate all'Italian Series |

## Italian Softball Series
|  | Primo turno               | Primo turno               | Primo turno               | Primo turno               | Primo turno | Primo turno | Primo turno |  |  | Secondo turno             | Secondo turno             | Secondo turno | Secondo turno | Secondo turno | Secondo turno | Secondo turno |  |
|  |                           |                           |                           |                           |             |             |             |  |  |                           |                           |               |               |               |               |               |  |
|  | BLUE GIRLS BOLOGNA        | BLUE GIRLS BOLOGNA        | 2                         | 4                         | 1           | 5           | 1           |  |  |                           |                           |               |               |               |               |               |  |
|  | DES CASERTA SOFTBALL      | DES CASERTA SOFTBALL      | 13                        | 3                         | 7           | 4           | 8           |  |  | SANOTINT BOLLATE SOFTBALL | SANOTINT BOLLATE SOFTBALL | 1             | 2             | 4             | 0             | 2             |  |
|  | SANOTINT BOLLATE SOFTBALL | SANOTINT BOLLATE SOFTBALL | SANOTINT BOLLATE SOFTBALL | SANOTINT BOLLATE SOFTBALL | 2           | 11          | 8           |  |  | DES CASERTA SOFTBALL      | DES CASERTA SOFTBALL      | 2             | 1             | 3             | 1             | 7             |  |
|  | RHIBO SOFTBALL LA LOGGIA  | RHIBO SOFTBALL LA LOGGIA  | RHIBO SOFTBALL LA LOGGIA  | RHIBO SOFTBALL LA LOGGIA  | 1           | 0           | 0           |  |  |                           |                           |               |               |               |               |               |  |

## Verdetti
- Campione d'Italia:  DES Caserta softball